# Frito pie
La frito pie è un piatto prevalentemente diffuso negli Stati Uniti meridionali e appartenente alla cucina Tex-Mex. Si tratta di un piatto a base di chili con carne, formaggio e corn chips che possono essere insaporiti con salsa, frijoles refritos, panna acida, cipolla, riso e jalapeño.

## Storia
L'origine esatta della frito pie è incerta e controversa. Si presume che fu ideata in Messico e che fosse popolare durante le fiestas prima di divenire nota anche negli USA. La prima ricetta conosciuta del piatto risale però al 1949 e contiene patatine di mais e chili con carne. Secondo le testimonianze, la frito pie fu ideata da Daisy Doolin, madre del fondatore della Fritos Charles Elmer Doolin e la prima persona ad usare patatine Fritos come ingrediente, o da Mary Livingston, la segretaria esecutiva dell'impresa. La compagnia Frito-Lay attribuisce invece la ricetta a Nell Morris che, durante gli anni cinquanta, lavorò per l'azienda contribuendo a scrivere un libro di cucina ufficiale che includeva la frito pie. Doolin e la sua Frito Corporation furono fra i primi investitori a Disneyland, che aprì il ristorante Casa de Fritos nel parco dei divertimenti nel 1955. Durante gli anni cinquanta, tale punto di ristoro serviva una "Frito Chili Pie".
Secondo un'altra versione rivendicata dagli abitanti del Nuovo Messico, il pasticcio di Fritos fu inventato negli anni sessanta da Teresa Hernández, che lavorava presso il bancone della F. W. Woolworth di Santa Fe. La sua frito pie conteneva il chili con carne fatto in casa, formaggio Cheddar e cipolle e veniva servita in una busta.
Oggi, la frito pie è una specialità diffusa negli Stati Uniti del sud, specialmente in Texas, dove è divenuta un tradizionale cibo da strada.